# Culham
Culham est un village et une paroisse civile sur la Tamise, situé à une dizaine de kilomètres d'Oxford en Angleterre. À Culham se trouvent le tokamak JET et l'école Européenne jusqu'en 2017.